# Camerata Brasiliana

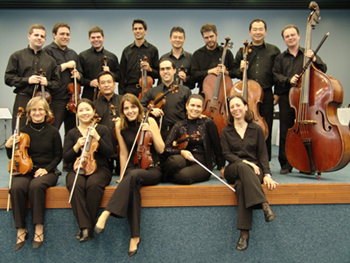
Músicos da Camerata Brasiliana

A Camerata Brasiliana é um grupo instrumental brasileiro de música erudita, criado em março de 2005.
A formação básica é o naipe de cordas, com possibilidade de ampliação dependendo da necessidade do repertório. O grupo declara como objetivo a formação de um público novo e consciente para a música erudita. Seu repertório compreende obras de diversos compositores, especialmente nacionais e contemporâneos. Alguns compositores brasileiros de grande reconhecimento, como Edmundo Villani-Côrtes, já escreveram peças para a Camerata Brasiliana[carece de fontes?].
Na sua atual formação, ela é composta por músicos de algumas das principais orquestras brasileiras, como a Orquestra Sinfônica Municipal de São Paulo, Orquestra Sinfônica da Universidade de São Paulo, Orquestra Jazz Sinfônica, entre outras. Seus integrantes têm formação e experiência tanto solística e camerística como pedagógica.
Tem como destaques, em sua breve história, a participação na montagem da ópera Bastien e Bastienne de Mozart, dirigida pela maestrina radicada na Alemanha Andréa Huguenin Botelho, durante o Festival de Música de São Jose do Rio Preto de 2006, e a realização em novembro de 2005 de uma série de concertos em Luanda, capital de Angola, onde participou das comemorações do Dia da Universidade Africana, realizando concertos didáticos e ainda dois concertos com o objetivo de arrecadar fundos para o Programa Nacional da SIDA (AIDS) naquele país.

## Integrantes
- Violinos:

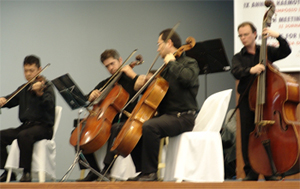
Os violoncelistas Sérgio Schreiber e Ricardo Fukuda em concerto da Camerata Brasiliana.

Claudio Micheletti, Karen Hanai, Alexandre Cunha, Andréa Campos, Flavio Geraldini, Marcia Fukuda Uhlemann, Paola Redivo, Alfredo Rezende, Ricardo Takahashi, Marcos Henrique Scheffel, Adriano Mello.
- Violas:

Marcos Fukuda, Denise de Freitas Fukuda.
- Violoncelos:

Ricardo Fukuda, Sergio Schreiber.
- Baixo

Rubens De Donno.
- Piano:

Scheilla Glaser .

## Histórico

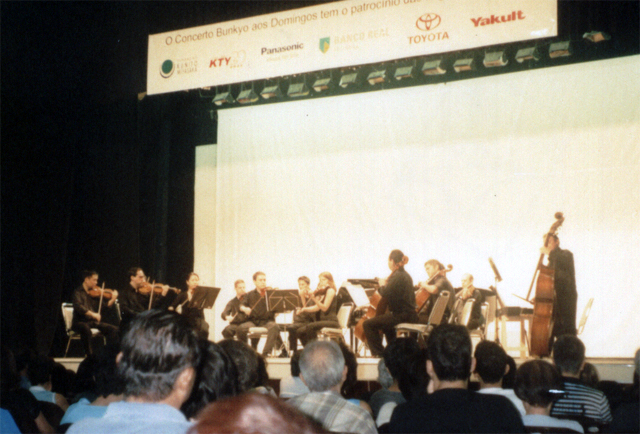
Camerata Brasiliana em concerto no Bunkyo.
setembro de 2007

- Março de 2005: criação da Camerata Brasiliana, na cidade de Campinas.
- De março a novembro de 2005 a Camerata realizou apenas alguns concertos na Unicamp (Universidade Estadual de Campinas).[carece de fontes?]
- Em novembro 2005 recebeu o convite do ISPRA para participar das comemorações do Dia da Universidade Africana, realizadas no próprio ISPRA, em Luanda, Angola. Além desse concerto, a Camerata realizou ainda outros oito concertos em Luanda, sendo que dois deles tiveram a receita arrecada em prol do Programa Nacional de Luta Contra a AIDS, e também realizou um wokshop no Instituto de Música de Luanda.[7]
- Julho de 2006: Festival de Inverno de Atibaia.[8]
- Agosto de 2006: Concerto na Sala Carlos Gomes em Campinas.[9]
- Setembro de 2006: Festival de São José do Rio Preto. A Camerata participou da montagem da ópera Bastien und Bastiene, de Mozart, juntamente com músicos da Ópera de Nuremberg e Orquestra Sinfônica de Bamberg, sob regência da maestrina Andréa Botelho.[6]
- Comemorações do início da primavera de 2006, realizadas pelo SESC. Foi realizado um concerto na Igreja de São Francisco, em São Paulo, tendo o solista Fábio Dias Nascimento (violino) executado as 4 Estações de Vivaldi e concerto beneficente em prol do Instituto de Zero a Seis, de São Paulo.[carece de fontes?]
- Desde julho de 2006 a Camerata mantém uma série de concertos gratuitos, realizados sempre na primeira terça-feira de cada mês, às 20 h, no Teatro do Hospital Santa Catarina, em São Paulo.[10] Também realizou concertos no Bunkyo,[11] no Clube Hebraica, no Hospital Sírio-Libanês e outros lugares.